# Parafia św. Jerzego w Domaszkowicach
Parafia św. Jerzego w Domaszkowicach – rzymskokatolicka parafia położona w metropolii katowickiej, diecezji opolskiej, w dekanacie nyskim.

## Charakterystyka
Parafia św. Jerzego w Domaszkowicach obejmuje swoim zasięgiem terytorium dwóch wsi: Domaszkowic i Kubic. Na jej terytorium zamieszkuje obecnie około 950 wiernych.

## Historia parafii
Domaszkowice istniały już w połowie XIII w. W tym czasie na terenie wsi znajdowała się pierwsza świątynia katolicka, po której pozostałością jest zachowany portal z kruchty do naw, wzmiankowany w Liber fundationis episcopatus Vratislaviensis z ok. 1305 r. Miejscowość należała do posiadłości biskupów wrocławskich do 1810 r.
Jednym z księży pracujących w Domaszkowicach był Marc-Marie de Bombelles marszałek Francji, ur. 1744 r., gdy odmówił przysięgi w 1790 r. utracił majątek i owdowiał, otrzymał święcenia kapłańskie i pracował w latach 1806-1807 jako proboszcz w Domaszkowicach i Wierzbięcicach. Później objął biskupstwo w Amiens. Zmarł w Paryżu 5 marca 1822 r.
Kościół od czasów średniowiecza był filią parafii w Wierzbięcicach, jednak dokładniejsze ustalenie daty, kiedy to nastąpiło nie jest do dziś znane. W 1919 r. ustanowiono dla Domaszkowic osobnego duszpasterza. Oficjalne erygowanie parafii miało miejsce 1 czerwca 1921 r.

### Proboszczowie (po 1945)
| L.p. | Imię i nazwisko                               |
| ---- | --------------------------------------------- |
| 1    | ks. Zygmunt Mikluszka                         |
| 2    | ks. Józef Rygiel                              |
| 3    | ks. Józef Kaliński w latach 1954 do 1959      |
| 4    | ks. Kazimierz Kowal w latach 1951 do 1961     |
| 5    | ks. Ernest Janoszka w latach 1961 do 1966     |
| 6    | ks. Józef Sztonyk w latach 1966 do 1967       |
| 7    | ks. Tadeusz Bęś w latach 1967 do 1968         |
| 8    | ks. Janusz Czerski w latach 1968 1973         |
| 9    | ks. Juliusz Olejak w latach 1973 do 1995      |
| 10   | ks. Andrzej Jucha w latach 1995 do 24-08-2011 |
| 11   | ks. Janusz Ogórek od 24-08-2011               |

## Kościół
Obecny kościół pochodzi z okresu średniowiecza, jednak został gruntownie przebudowany w 1679 w stylu barokowym. Kilkanaście lat później, w 1694 r. został przedłużony o prezbiterium. Dzwonnicę dobudowano w 1740 r. Został poważnie uszkodzony w 1945 r., a jego odbudowa trwała do 1950 r.